# José Luís Santos da Visitação
José Luís Santos da Visitação (sinh ngày 23 tháng 3 năm 1979) là một cầu thủ bóng đá người Brasil.

## Sự nghiệp câu lạc bộ
José Luís Santos da Visitação đã từng chơi cho Tokyo Verdy.

## Thống kê câu lạc bộ

### J.League
| Đội         | Năm       | J.League | J.League | J.League Cup | J.League Cup | Tổng cộng | Tổng cộng |
| Đội         | Năm       | Trận     | Bàn      | Trận         | Bàn          | Trận      | Bàn       |
| ----------- | --------- | -------- | -------- | ------------ | ------------ | --------- | --------- |
| Tokyo Verdy | 2006      | 15       | 3        | -            | -            | 15        | 3         |
| Tokyo Verdy | 2007      | 21       | 1        | -            | -            | 21        | 1         |
| Tổng cộng   | Tổng cộng | 36       | 4        | 0            | 0            | 36        | 4         |